# Sulphur Springs (Arkansas)
Sulphur Springs és una població dels Estats Units a l'estat d'Arkansas. Segons el cens del 2000 tenia 671 habitants.

## Demografia
Segons el cens del 2000, Sulphur Springs tenia 671 habitants, 229 habitatges, i 160 famílies. La densitat de població era de 256,5 habitants/km².
Dels 229 habitatges en un 40,2% hi vivien nens de menys de 18 anys, en un 52,4% hi vivien parelles casades, en un 11,4% dones solteres, i en un 29,7% no eren unitats familiars. En el 24% dels habitatges hi vivien persones soles el 12,2% de les quals corresponia a persones de 65 anys o més que vivien soles. El nombre mitjà de persones vivint en cada habitatge era de 2,93 i el nombre mitjà de persones que vivien en cada família era de 3,45.
Per edats la població es repartia de la següent manera: un 32,8% tenia menys de 18 anys, un 9,2% entre 18 i 24, un 27,6% entre 25 i 44, un 18,9% de 45 a 60 i un 11,5% 65 anys o més.
L'edat mediana era de 30 anys. Per cada 100 dones de 18 o més anys hi havia 90,3 homes.
La renda mediana per habitatge era de 25.536 $ i la renda mediana per família de 29.844 $. Els homes tenien una renda mediana de 21.354 $ mentre que les dones 19.000 $. La renda per capita de la població era de 9.542 $. Entorn del 20% de les famílies i el 25,8% de la població estaven per davall del llindar de pobresa.

## Poblacions més properes
El següent diagrama mostra les poblacions més properes.